# Череда
Череда́ (лат. Bídens) — род травянистых растений семейства Астровые (Asteraceae), входит в трибу Кореопсисовые (Coreopsideae).

## Ботаническое описание
Однолетние травянистые растения. Стебель прямой, ветвистый, до 80 см высотой. Листья супротивные, цельные, 3—5-раздельные или рассечённые. Корзинки одиночные или собраны в общие соцветия; обёртка полушаровидная или колокольчатая, наружные листочки травянистые, внутренние почти плёнчатые, цветоложе плёнчатое, краевые цветки бесполые, язычковые, желтые, иногда их нет; внутренние цветки трубчатые; семянки сплюснутые или трёхгранные, с 2—4 щетинками.

## Название
Русское название происходит от слова «чередовать», названо растение так из-за своего способа роста и распространения. Оно обладает способностью чередовать свои листья вдоль стебля, что создает характерный узор. Также, трава череда образует густые ковры на земле, поэтому ее ещё называют ковровой травой.
Латинское название bidens образовано от лат. bi- — «двух-» и dens — «зуб», «зубец», что связано с наличием на плодах растения двух (у некоторых видов — четырёх) остевидных отростков.

## Классификация

### Таксономия
Bidens L., 1753, Sp. Pl. : 831
Род Череда относится к семейству Астровые (Asteraceae) порядка Астроцветные (Asterales). Кладограмма в соответствии с Системой APG IV:
|  |                                      |  |                                   |                                   |                    |  | ещё 10 семейств |               |               |                                                                                  |
|  |                                      |  |                                   |                                   |                    |  |                 |               |               | 230 подтвержденных и 171 в статусе «непроверенных» видов и инфравидовых таксонов |
|  |                                      |  |                                   | порядок Астроцветные              |                    |  |                 |               | род Череда    |                                                                                  |
|  |                                      |  |                                   | порядок Астроцветные              |                    |  |                 |               | род Череда    |                                                                                  |
|  | отдел Цветковые, или Покрытосеменные |  |                                   |                                   | семейство Астровые |  |                 |               |               |                                                                                  |
|  | отдел Цветковые, или Покрытосеменные |  |                                   |                                   |                    |  |                 |               |               |                                                                                  |
|  |                                      |  | ещё 63 порядка цветковых растений | ещё 63 порядка цветковых растений |                    |  |                 | ещё 1804 рода | ещё 1804 рода |                                                                                  |
|  |                                      |  |                                   | ещё 63 порядка цветковых растений |                    |  |                 |               | ещё 1804 рода |                                                                                  |

### Виды
Некоторые из них:
- Bidens bipinnata L. — Череда дваждыперистая
- Bidens cernua L. — Череда поникающая, или Череда поникшая
- Bidens connata Muhl. ex Willd. — Череда сростнолопастная
- Bidens frondosa L. — Череда облиственная, или Череда олиственная
- Bidens hendersonensis Sherff — Череда хендерсонская
- Bidens kamtschatica Vassilcz. — Череда камчатская
- Bidens maximowicziana Oett. — Череда Максимовича
- Bidens parviflora Willd. — Череда мелкоцветковая
- Bidens pilosa L. — Череда волосистая
- Bidens populifolia Sherff — Череда тополелистная
- Bidens radiata Thuill. — Череда лучистая, или Череда лучевая
- Bidens tripartita L. typus[3] — Череда трёхраздельная

## Хозяйственное значение и применение
Некоторые виды, сорта и гибриды культивируются как декоративные растения. В цветоводстве культивары чаще фигурируют под транслитерированным латинским названием рода биденс. 
Череда трёхраздельная (Bidens tripartita) и волосистая (B. pilosa) и дваждыперистая (B. bipinnata) являются сорными растениями.
Череды трава (Bidentis herba) трёхраздельной применяется в фитолечении. 